# (2398) Jilin
(2398) Jilin est un astéroïde de la ceinture principale.

## Description
(2398) Jilin est un astéroïde de la ceinture principale. Il fut découvert le 24 octobre 1965 à Nanking par l'observatoire de la Montagne Pourpre. Il présente une orbite caractérisée par un demi-grand axe de 2,39 UA, une excentricité de 0,24 et une inclinaison de 3,7° par rapport à l'écliptique.

## Compléments